# Атилии
Атилиите (Atilii) са от плебейски gens Atilia, който вероятно e клиент на Фабиите. Мъжете от фамилията имат името Атилий (Atilius).
Когномените на тази фамилия са: Булб (Bulbus), Калатин (Calatinus), Лонг (Longus), Серан (Serranus) и Регул (Regulus).
Фамилията е от народите на волските от територията около Капуа.
Атилиите са водещата фамилия в Кампания, когато плучават римско гражданство и допълнителното име Регул (Regulus) може би показва царското им положение.
Най-важни предтавители на фамилията са:
- Луций Атилий Луск, консулски военен трибун 444 пр.н.е.
- Луций Атилий Приск, консулски военен трибун 399 и 396 пр.н.е.
- Марк Атилий Регул Кален, консул 335 пр.н.е.
- Луций Атилий (трибун 311 пр.н.е.), народен трибун 311 пр.н.е.
- Авъл Атилий Калатин, 306 пр.н.е., съден през самнитските войни; баща на Авъл Атилий Калатин
- Марк Атилий Регул (консул 294 пр.н.е.)
- Марк Атилий Регул (консул 267 пр.н.е.), консул 267, суфектконсул 256 пр.н.е.
- Авъл Атилий Калатин, консул 258 и 254, диктатор 249 пр.н.е.
- Гай Атилий Регул (консул 257 пр.н.е.), консул 257 и 250 пр.н.е.
- Гай Атилий Булб, консул 245 и 235 пр.н.е.
- Марк Атилий Регул (консул 227 пр.н.е.), консул 227 пр.н.е.
- Гай Атилий Регул (консул 225 пр.н.е.)
- Гай Атилий Серан, претор 218, кандидат за консул 216 пр.н.е.
- Марк Атилий Регул (претор 213 пр.н.е.)
- Луций Атилий, народен трибун 210 пр.н.е.
- Гай Атилий Серан (претор 185 пр.н.е.), претор 185 пр.н.е.
- Авъл Атилий Серан, консул 170 пр.н.е.
- Секст Атилий Серан, консул 136 пр.н.е.
- Гай Атилий Серан (консул 106 пр.н.е.)
- Гай Атилий Барбар, суфектконсул 71 г.
- Марк Атилий Постум Брадуа, проконсул на провинция Азия по времето на император Домициан (81-96)
- Квинт Глиций Атилий Агрикола, суфектконсул 97 и 103 г.
- Марк Атилий Метилий Брадуа, консул 108 г.
- Гай Атилий Серан (консул 120 г.), суфектконсул 120 г.
- Тит Атилий Руф Тициан, консул 127 г.
- Марк Атилий Метилий Брадуа Кавцидий Тертул Бас, проконсул на провинция Африка по времето на Антонин Пий (138-161)
- Публий Атилий Тертул, 150 г. преториански командир на V Македонски легион в Мизия
- Публий Атилий Брадуан, управител на провинция Долна Мизия 169-170 г.
- Атилий Фортунациан, граматик през 4 век

Жени:
- Атилия, дъщеря на Г. Атилий Серан, първа съпруга на Катон Млади, любовна афера с Юлий Цезар
- Атилия Кавцидия Тертула, дъщеря на Марк Атилий Метилий Брадуа, съпруга на Апий Аний Требоний Гал (консул 139 г.)